# Estampa

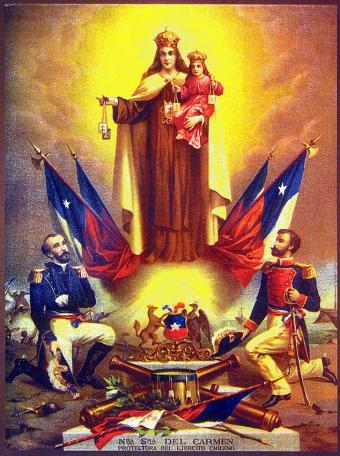
Estampita de la Virgen del Carmen

Estampa, estampación o estampado es un proceso de impresión para obtener un diseño, que puede ser plano o en relieve. Normalmente se usa una plancha grabada y entintada sobre un papel húmedo a través de un tórculo o prensa. También se realiza sobre distintos materiales: telas (estampado textil, como el estampado de cachemiras o de indianas), cuero, cerámica, metales —extrusión, embutición y troquelación—), etc. Como género artístico abarca técnicas gráficas o digitales, cuya particularidad es su carácter múltiple y reproductible.

## Usos, tipología e historia
Un ejemplo clásico del arte de la estampación son las estampillas, billetes o sellos de correos (llamados "estampillas" en América). Muy relacionado está el propio concepto de sello como procedimiento para obtener una estampación que puede repetirse, de modo que no hay un "original" y una "copia". Históricamente, el grabado y la imprenta derivan de ese concepto. "Estampa" también es la denominación del producto gráfico de este proceso; mientras que "estampado" también es la denominación del producto textil. También se denomina estampa a cualquier efigie, imagen o figura trasladada al papel u otra materia por medio del tórculo o prensa de la lámina de bronce, plomo o madera en que está grabada o de la piedra litográfica en que está dibujada. Se llama así igualmente a los productos del grabado al aguafuerte, al buril, al negro de humo, al lavado, serigrafía, etc. 
El arte de imprimir estampas se practicaba ya en el siglo XV. Las estampas más antiguas conocidas son, además de los naipes, una imagen de San Cristóbal (1418) y una de San Bernardo (1454). Se conocen estampas alemanas que datan de 1466. El libro más antiguo en que se han hallado estampas mezcladas con el texto es un tratado de medicina de Pedro de Albano (1472).

### Estampita
Con el nombre de estampitas se conocen las imágenes devocionales impresas en pequeñas hojas de papel, que se regalaban o daban como premio a los niños o se cambiaban por una limosna en las iglesias, hábito que llegó a generar uno de los timos más populares de la picaresca española, el llamado “timo de la estampita”.

## Resellado
El resellado (también llamado ‘estampillado’) es el proceso de marcar con estampilla un sello, un billete o un título de deuda pública, para distinguirlos de otros. Se realizan especialmente en contextos de hiperinflación (aumento extraordinario de los precios en muy poco tiempo) o durante un cambio político o una guerra (como la revolución rusa o la guerra civil española), por un bando con los títulos emitidos por el otro.

## Museos
- Museo Nacional de la Estampa (Ciudad de México)

## Estampa japonesa

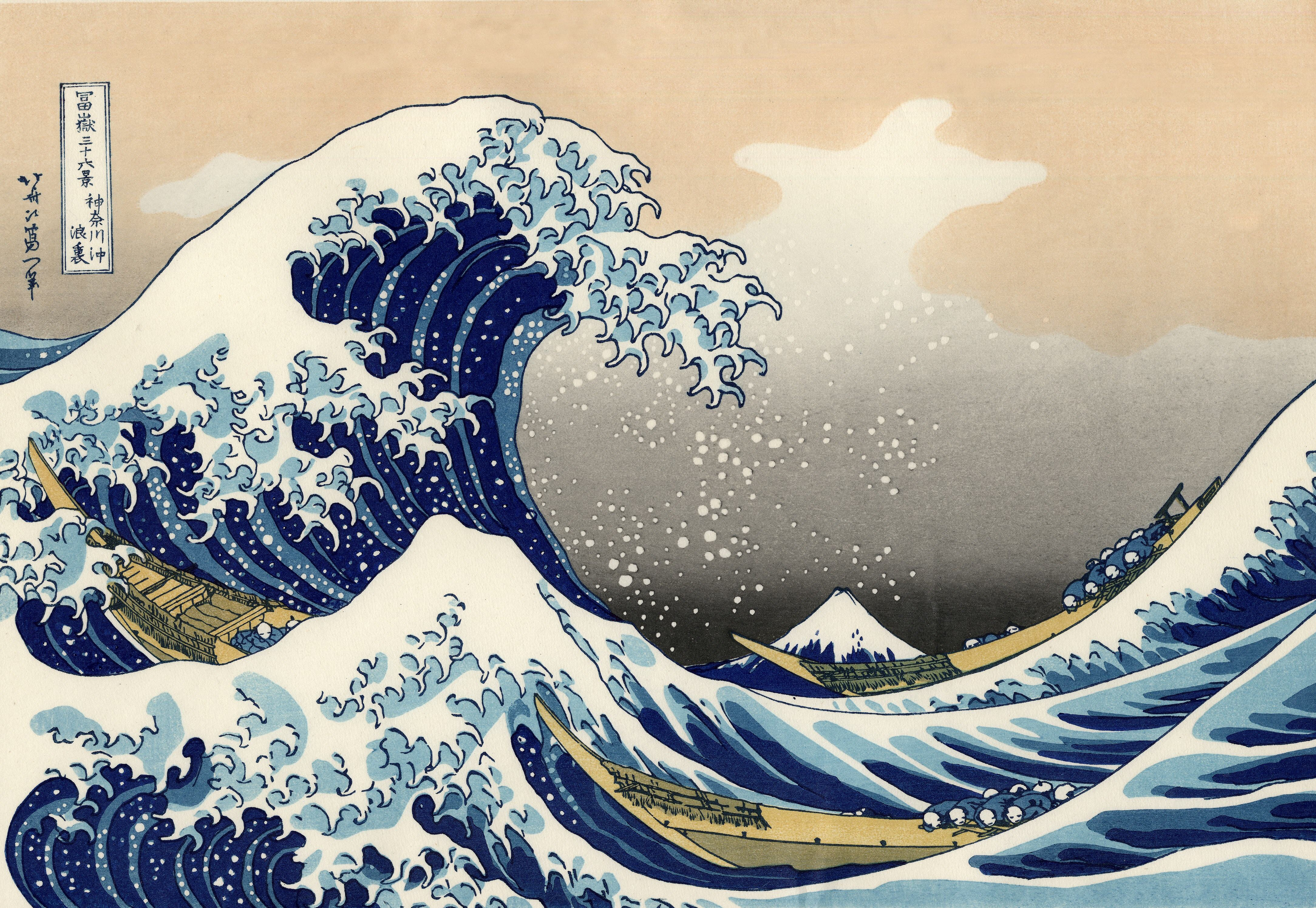
La gran ola de Kanagawa, 1830, una de las estampas japonesas que causaron un gran impacto en la Europa de la segunda mitad del siglo XIX.
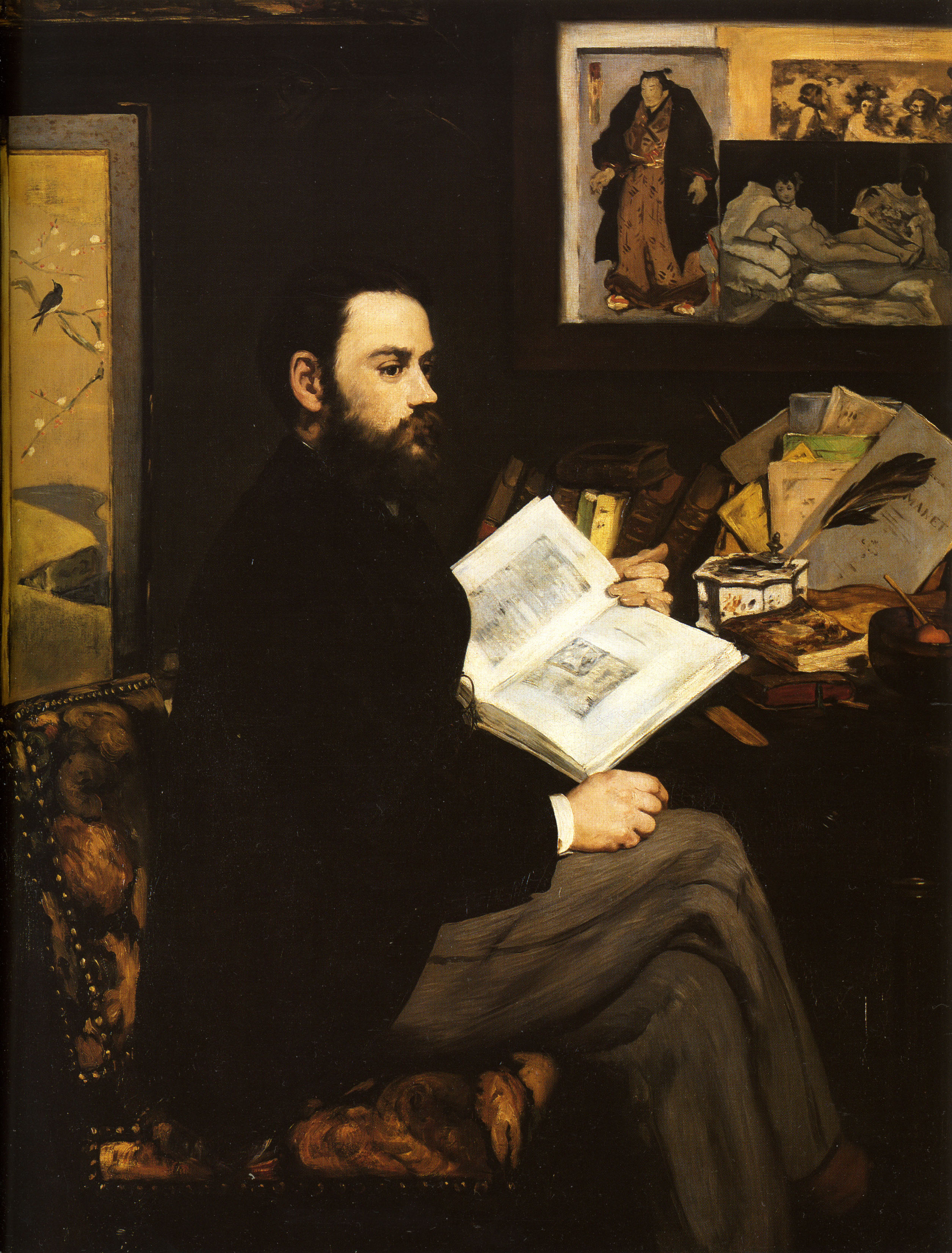
Retrato de Émile Zola por Manet, 1868. De su pared cuelgan, unas sobre otras, estampas japonesas, francesas (una de la Olimpia del propio Manet) y españolas (una de Los Borrachos de Velázquez).

## Estampa y mercado de arte

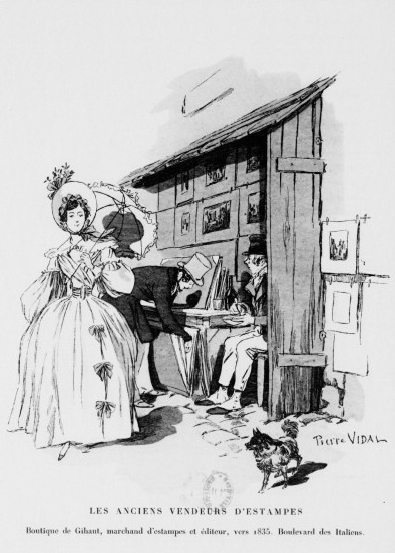
Tienda de Gibaut, marchante de estampas y editor, en el boulevard des Italiens (París), hacia 1835. Las estampas fueron fundamentales para la popularización del mercado de arte.

## Estampado textil

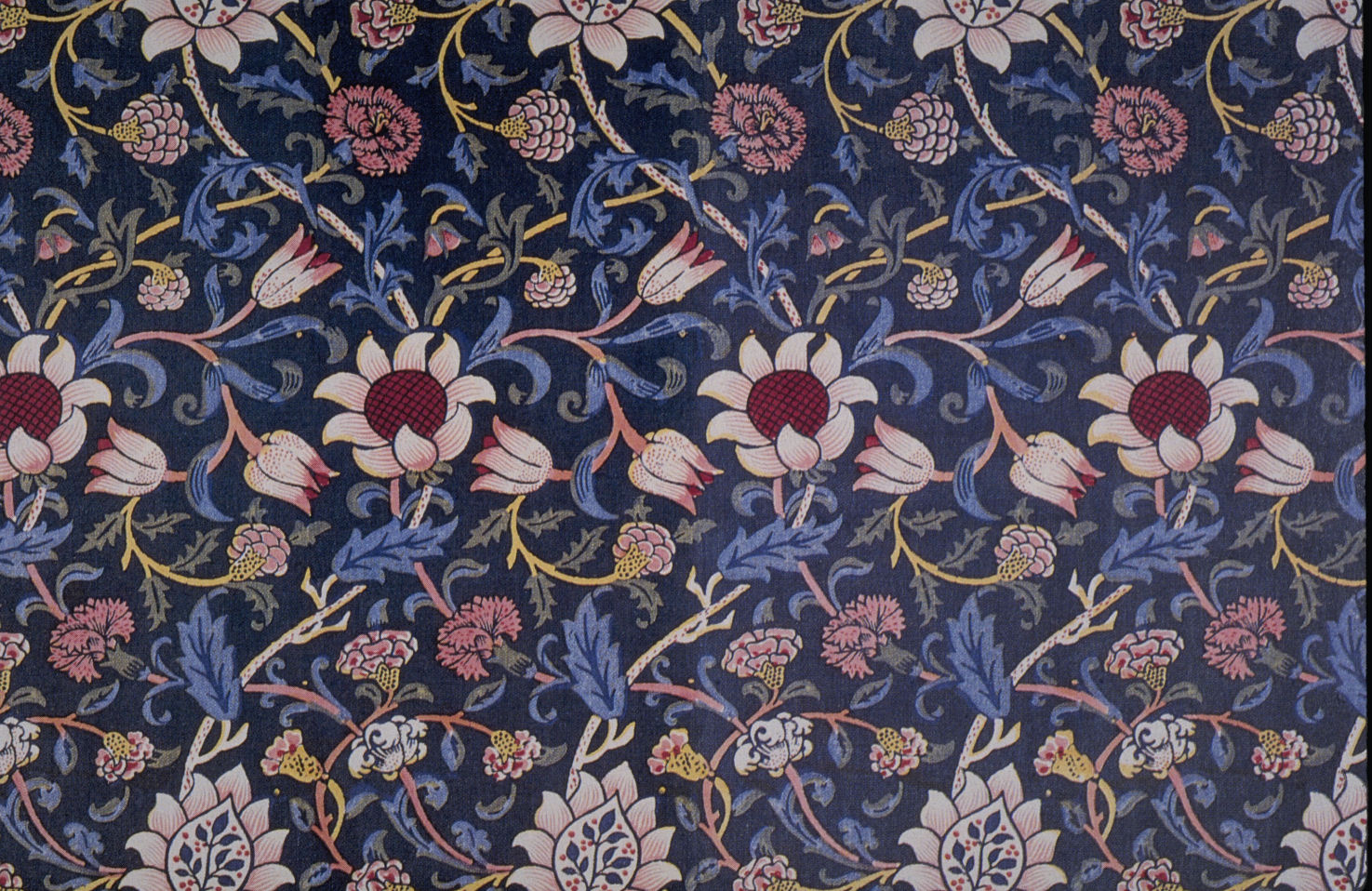
Tela estampada con diseño de William Morris, 1883.
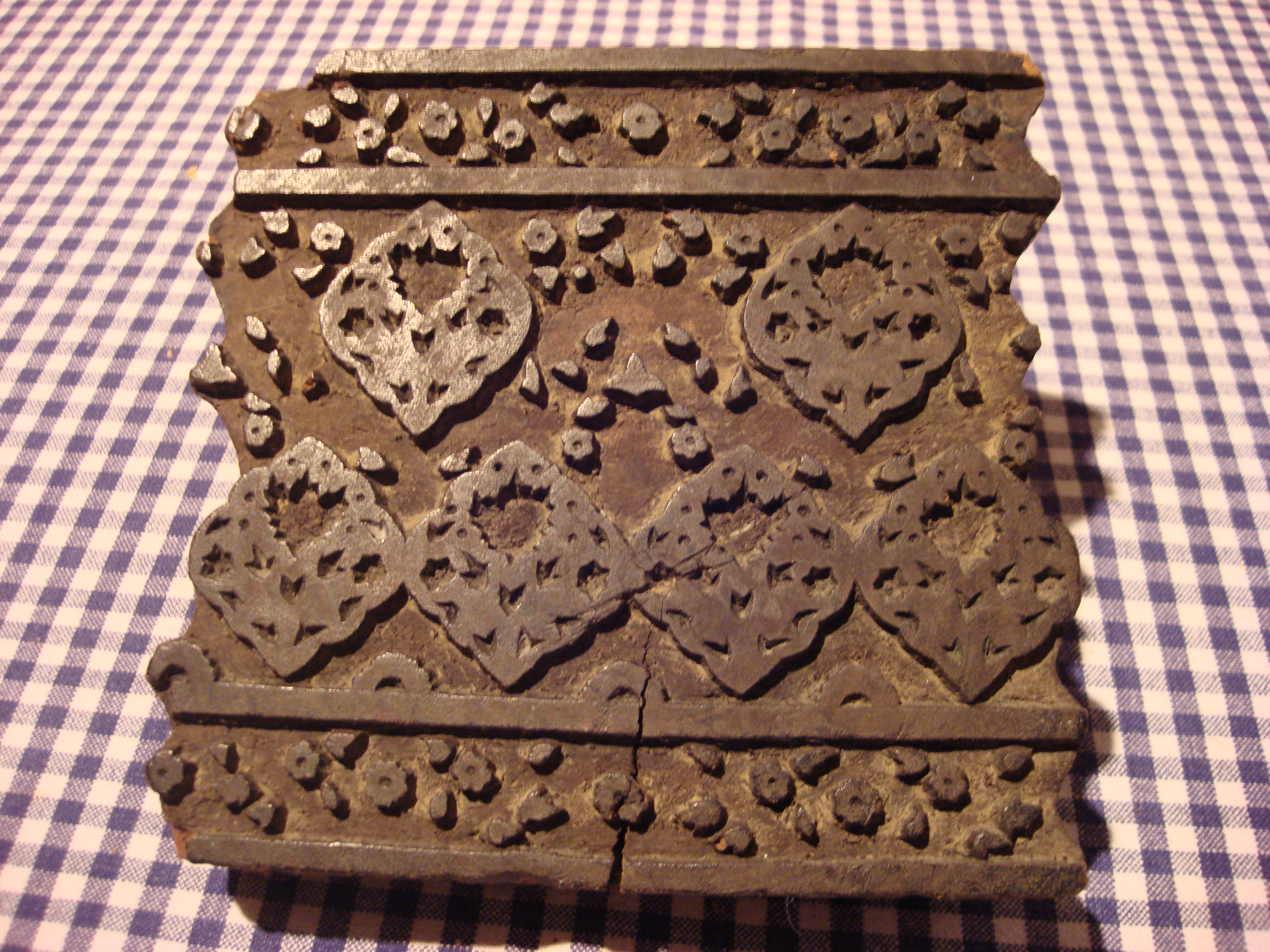
Bloque de madera para el estampado a mano.
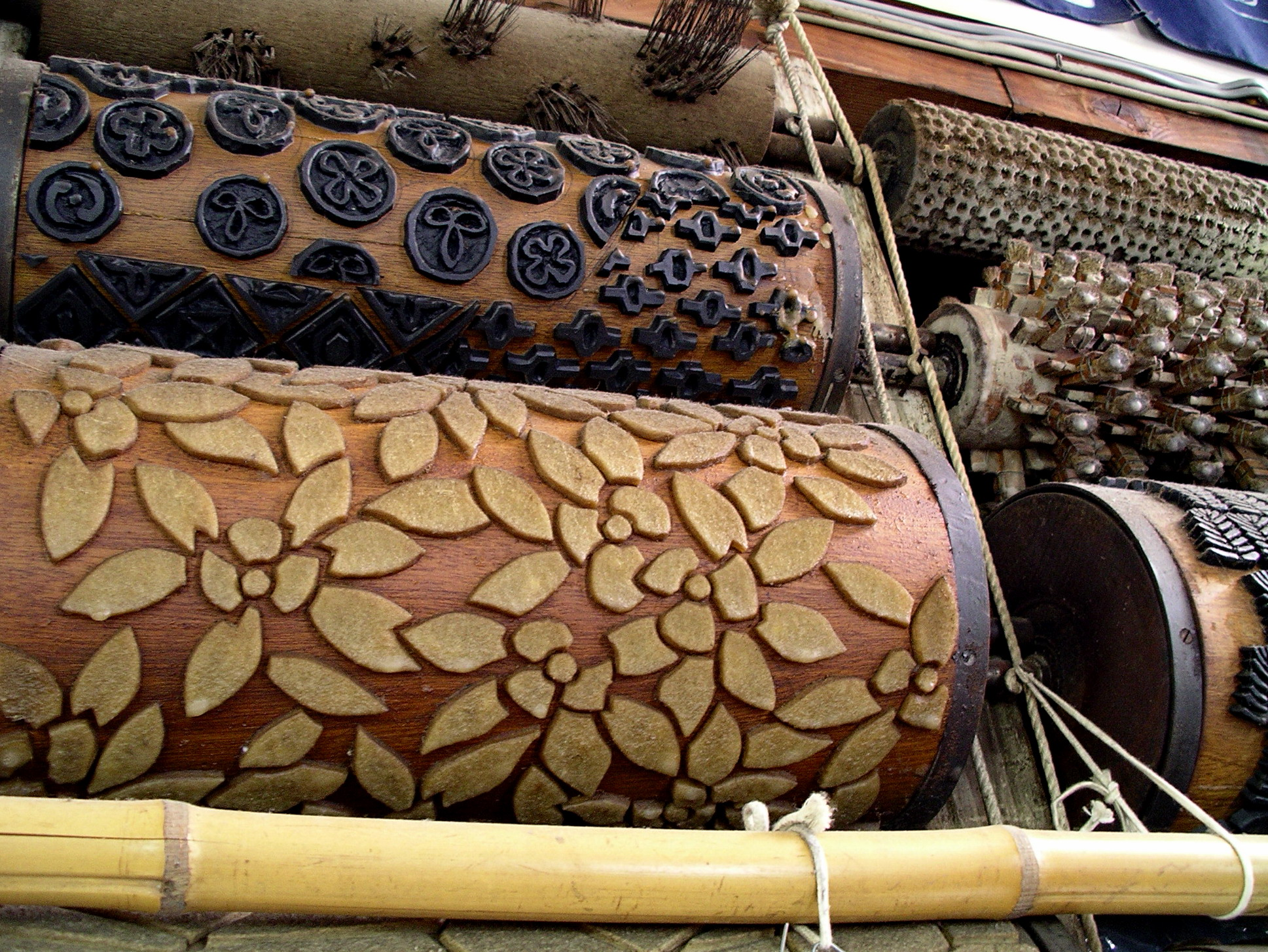
Cilindros de madera para el estampado rotativo.